# Місце поховання
Мі́сце похова́ння — цвинтар, крематорій, колумбарій або інша будівля чи споруда, призначена для організації поховання померлих.
Місце почесного поховання — спеціально відведена земельна ділянка на території кладовища чи за його межами, призначена для організації почесних поховань.
В актових записах цивільного стану у графах:
- «Дата народження», «Дата смерті» — число і рік вказуються арабськими цифрами, місяць — словом;
- «Місце народження» та «Місце смерті» — зазначаються повна офіційна назва держави та інші дані за чинним адміністративно-територіальним устроєм.